# Кубок Кар'яла 2000
Кубок Кар'яла 2000 — міжнародний хокейний турнір у Фінляндії в рамках Єврохокейтуру, проходив 9—12 листопада 2000 року у Гельсінкі та Єнчепінгу.

## Результати та таблиця
| 1. | Фінляндія | ***    | 6:1 | 4:3 | 2:1 ОТ | 3 | 2 | 1 | 0 | 0 | 12:5 | 8 |
| 2. | Швеція    | 1:6    | *** | 2:0 | 4:1    | 3 | 2 | 0 | 0 | 1 | 7:7  | 6 |
| 3. | Росія     | 3:4    | 0:2 | *** | 2:1    | 3 | 1 | 0 | 0 | 2 | 5:7  | 3 |
| 4. | Чехія     | 1:2 ОТ | 1:4 | 1:2 | ***    | 3 | 0 | 0 | 1 | 2 | 3:8  | 1 |

М — підсумкове місце, І — матчі, В — перемоги, ВО — перемога по булітах (овертаймі), ПО — поразка по булітах (овертаймі), П — поразки, Ш — закинуті та пропущені шайби, О — очки

## Команда усіх зірок
| Воротар  | Мікаель Теллквіст   |
| Захисник | Лев Рохлін          |
| Захисник | Маарті Йярвенті     |
| Нападник | Юкка Хентунен       |
| Нападник | Андреас Саломонссон |
| Нападник | Тімо Пярссінен      |